# As Easy As
As Easy As fue un programa shareware de hoja o planilla de cálculo para el sistema operativo MS-DOS desarrollado a partir de mediados de la década de 1980, y que tuvo una modesta vigencia hasta el fin de la era DOS (es decir, hasta 1995 aproximadamente). Posteriormente su código sería reescrito y portado a la plataforma gráfica de Microsoft Windows.

## Origen del nombre
El nombre del programa es un juego de palabras sobre la frase inglesas as easy as 1-2-3 (“Tan fácil como 1-2-3”), en una indirecta referencia a la planilla de cálculo dominante de su época, Lotus 1-2-3 para MS-DOS El programa fue posteriormente vendido a Trius, Inc. (El cual no debe ser confundido con la también empresa informática Tritus

## Descripción
As Easy As es uno de aquellos tempranos programas cuya relevancia histórica estriba en el hecho de haber sido un útil programa shareware que logró competir en prestaciones con el software comercial de su rubro, pero a un precio bastante menor. Para los pequeños negocios y los usuarios finales, el precio de Lotus 1-2-3 era prohibitivo, y As Easy As brindaba una funcionalidad básica adecuada por alrededor de un décimo del valor de aquel. Ese paradigma o modelo de negocios centrado en intentar ganar una creciente porción de mercado (market share) a costa del líder del segmento sería más tarde también utilizado por Borland Quattro Pro (cuya primera versión recién sería lanzada en 1990).

## Versiones
Las versiones subsiguientes de As Easy As la convertirían en una poderosa planilla de cálculo para MS-DOS. Al igual que Quattro Pro, As Easy As combinaba algunos elementos de la interfaz de usuario de 1-2-3, a la vez que la modernizó un poco (por ejemplo, el incluir menús descolgables o pull-down menus).
La sintaxis de las funciones incorporadas (built-in functions) eran muy similares a las de Lotus 1-2-3, siendo básicamente compatibles con las de ese programa (y con las del posterior rival de aquel, el mencionado QPro) y similar a 1-2-3, incluyendo la misma nomenclatura alfanumérica de direccionamiento de celdas (A1, B2, etc.), así como funciones del tipo @función, incluyendo dos puntos seguidos (..) para separar el comienzo de un rango del fin del mismo, como en el ejemplo @SUM(A1..A10) (ambas sintaxis serían luego heredadas por el producto de Borland -actualmente de Corel-, pero no por Excel ni LibreOffice Calc). En este sistema, cada función comienza con una arroba. Por lo tanto, si hay dos o más funciones anidadas, cada una de ellas tendrá una arroba como carácter inicial (a diferencia de Excel o Calc, en los que se usa un signo de igualdad (=) para indicarle al programa que se trata de algún tipo de operación matemática, pero aquel de ninguna manera forma parte del nombre de la función.
El producto incluía un completo y detallado manual (en formato de texto ASCII, lo que era muy común en aquellos años), en el cual se describían las diferentes funciones matemáticas, de planilla de cálculo, etc. que tenía el programa. Además, el citado manual asumía que el usuario tampoco estaba familiarizado con la relativamente engorroso línea de comandos del sistema operativo MS-DOS, por lo que asimismo incluía un pequeño tutorial al respecto.
Las nuevas versiones del programa solían aparecer con cierta frecuencia, incluyendo nuevas capacidades que le iban agregando mayores prestaciones al producto. Debido a eso, y como en todo producto de tipo shareware, el programador intentaba estimular a los usuarios a que contribuyesen al desarrollo del programa.
Asimismo vale la pena mencionar que las opciones gráficas por omisión (by default) estaban más bien mejor adaptadas a las funciones de ingeniería que a los usuarios de negocios tradicionales. Esto le permitía al usuario crear rápidamente gráficos del tipo XY, mientras que las dos principales planillas de cálculo de la era MS-DOS (las ya mencionadas Lotus 1-2-3 y Quattro Pro) estaban más orientadas a la creación de gráficos del tipo de columnas, barras o sectores (“torta” o “tarta”, en inglés pie chart). En general, una parte relativamente importante de las funciones incorporadas habían sido concebidas para la realización de tareas vinculadas a las diferentes ingenierías, como las que permitían realizar análisis de regresión u operaciones matriciales.
La versión más antigua de As Easy As que aún puede conseguirse a través de Internet es la 3.0 para el SO MS-DOS, desarrollada en 1987.